# カラー (斉藤和義の曲)
「カラー」は2018年11月28日にSPEEDSTAR RECORDSから発売された斉藤和義47作目のシングル。

## 解説
前作から1年9ヶ月振りのシングル。映画「かぞくいろ RAILWAYS わたしたちの出発」主題歌。MVは映画の舞台となった肥薩おれんじ鉄道で撮影されている。C/W曲には斉藤の25周年記念ライブツアー「KAZUYOSHI SAITO 25th Anniversary Live 1993-2018　25＜26 〜これからもヨロチクビーチク」の追加公演の録音音源を収録。追加公演は札幌でのみ行われた。
本公演とはライブ編成を変え、斉藤のギター/ボーカルにベースとドラムを加えたスリーピース編成となっている。次作シングル『アレ』のC/W曲と合わせると、札幌公演のライブ音源をほぼ網羅することができる。このライブ映像は「KAZUYOSHI SAITO 25th Anniversary Live 1993-2018 25＜ 26～これからもヨロチクビーチク～Live at 日本武道館 2018.09.07」初回限定盤の特典DVDに収録されている。
初回限定盤と通常盤の2形態で発売。
初回限定盤は三方背BOX仕様でC/Wにライブ音源を12曲収録。通常盤はC/Wにライブ音源を4曲収録。

## 収録曲

### 初回限定盤
全曲　作詞・作曲・編曲：斉藤和義
＊2～12は「KAZUYOSHI SAITO 25th Anniversary Live 1993-2018　25＜26 〜これからもヨロチクビーチク〜 After Party at Zepp Sapporo 2018.09.19」Live音源（斜字曲目は通常盤と共通曲）。
1. カラー（5:13）[3]
2. 劇的な瞬間 [Live]（4:27）[3]
3. CAT STYLE [Live]（4:19）[3]
4. レノンの夢も [Live]（4:42）[3]
5. あこがれ [Live]（5:01）[3]
6. FISH STORY [Live]（5:08）[3]
7. Happy Birthday to you! [Live]（6:17）[3]
8. 空に星が綺麗 [Live]（2:34）[3]
9. 真夜中のプール [Live]（5:45）[3]
10. アゲハ [Live]（4:21）[3]
11. 僕の見たビートルズはTVの中 [Live]（4:58）[3]
12. 歌うたいのバラッド[Live]（10:13）[3]

### 通常盤
全曲　作詞・作曲・編曲：斉藤和義
＊2～5は「KAZUYOSHI SAITO 25th Anniversary Live 1993-2018　25＜26 〜これからもヨロチクビーチク〜 After Party at Zepp Sapporo 2018.09.19」Live音源。
1. カラー（5:13）[4]
2. FISH STORY [Live]（5:08）[4]
3. Happy Birthday to you! [Live]（6:17）[4]
4. 真夜中のプール [Live]（5:45）[4]
5. 僕の見たビートルズはTVの中 []Live]（5:01）[4]